# Polyrhachis micans
Polyrhachis micans är en myrart som beskrevs av Mayr 1876. Polyrhachis micans ingår i släktet Polyrhachis och familjen myror. Inga underarter finns listade i Catalogue of Life.